# ジョアン・ノヴァイス
ジョアン・ノヴァイス(1993年7月10日-)はポルトガルのサッカー選手。ポジションはMF。アランヤスポル所属。

## 経歴
2018年1月15日、SLベンフィカ・FCポルト・スポルティングCPを除いたクラブの選手によるベストイレブンに選出された。2018年夏、SCブラガに移籍した。